# Гавои
Гавои (итал. Gavoi) — коммуна в Италии, располагается в регионе Сардиния, подчиняется административному центру Нуоро.
Население составляет 3011 человек, плотность населения составляет 78,86 чел./км². Занимает площадь 38,18 км². Почтовый индекс — 8020. Телефонный код — 0784.
Покровителем коммуны почитается святой Гавиний Римский, празднование 25 октября.